# Christoph März

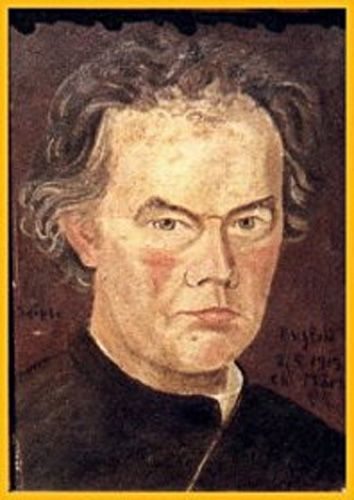
Selbstporträt 59-jährig

Christoph März (* 13. April 1867 in Schweich an der Mittelmosel; † 15. Oktober 1931 in Prüm) war von 1899 bis 1931 römisch-katholischer Pfarrer in Eschfeld. Regional bekannt wurde er als Kirchenmaler.

## Leben
Christoph März war das vierte Kind des Bauern- und Winzerehepaares Johann und Maria März, geb. Schue. Da die vor ihm Geborenen im Kindesalter starben, war er von seinen Geschwistern Katharina, Elisabeth, Maria, Johann und Matthias der Älteste. Nach der Volksschule in Schweich besuchte er das Friedrich-Wilhelm-Gymnasium in Trier und studierte anschließend Theologie am Priesterseminar Trier. 1895 wurde er zum Priester geweiht. Zunächst wirkte er vier Jahre als Kaplan in der saarländischen Kleinstadt Püttlingen, bevor er 1899 Pfarrer in Eschfeld bei Prüm wurde, was er bis zu seinem Tod 1931 blieb.

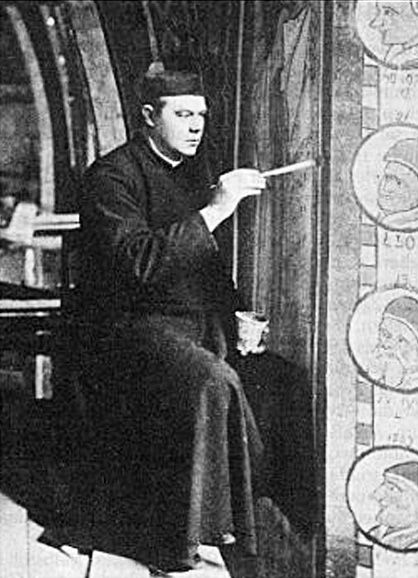
Bei der Arbeit

Bereits früh an Malerei interessiert und mit der Absicht, einmal die Eschfelder Kirche auszumalen, nahm er 1900 Unterricht in Malerei an der Kunstakademie Düsseldorf. 1903 zeichnete und modellierte er bei dem Bildhauer Albert Küppers in Bonn. In weiten Teilen war er jedoch Autodidakt, unternahm aber auch zahlreiche Studienreisen. Er besuchte die Pariser Weltausstellung 1900, unternahm eine Nordkapreise (Hammerfest, Kopenhagen, London) und weilte 1909 vier Wochen in Italien (Rom und Südtirol). Dabei sorgte er aber immer auch für die geistliche Vertretung in der Gemeinde während seiner Abwesenheit. Finanziert wurden die Reisen zum Teil durch den Verkauf von Bildern.
Die Ausmalung der Eschfelder Kirche St. Luzia war sein Hauptanliegen, das er in fünfzehnjähriger Arbeit realisierte. Aber auch zahlreiche andere Gotteshäuser der Westeifel künden von seiner Tätigkeit, sodass er bald als der „Malerpastor von Eschfeld“ bekannt wurde. Auch wenn er kaum profunde akademische (Kunst-)Ausbildung erhalten hatte und seine Malerei eher als volkstümlich gelten muss, stand er doch mit bekannten Künstlern (etwa Ewald Mataré) in Verbindung, die ihn als originell und in seiner Kunst aufrichtig bezeichneten.
Er hatte aber auch eine musikalische Seite und leistete Einiges auf diesem Gebiet. Bereits in seinem ersten Eschfelder Dienstjahr gründete er einen Kirchenchor, den er über 15 Jahre leitete. Auch die Gründung eines Streich- und eines Blasorchesters war sein Werk. Sein musikschöpferisches Werk ist beträchtlich. 215 Tonwerke stammen von ihm. Er komponierte Motetten und Messen, darunter die Eschfelder Messe in Es-Dur für gemischten Chor sowie zahlreiche volksliedhafte Stücke mit selbstverfassten Texten.
Nach einem Unfall bei Ausmalungen am Pfarrhaus in Eschfeld verstarb er am 15. Oktober 1931 im Krankenhaus Prüm.

## Malerisches Werk
Neben der Kirchenmalerei stammen von Christoph März hunderte von Bildern auf Holztafeln, Karton und Leinwand, die zumeist Motive der Eifel und des Lebens ihrer Bewohner zum Thema haben.
Die erste Gestaltung in einer Kirche erfolgte bereits 1900 in der Apsis der Pfarrkirche von Binscheid. 1906 begann März das große Werk der Ausmalung der Eschfelder Kirche, das erst 1921 vollendet war, da er nur im Sommer und bei entsprechend gutem Licht arbeiten konnte, weil die Kirche weder Heizung noch elektrischen Strom besaß. In den Decken- und Wandgemälden sind Szenen des Alten und des Neuen Testaments sowie der Kirchengeschichte dargestellt, in denen über 1000 Personen und 250 Tiere enthalten sind. Die dominierenden Farben sind als Symbolfarben der Gnade und des Überirdischen Blau und Gold.
Von 1921 bis 1923 folgten kleinere Unternehmungen, wie zum Beispiel die Ausmalung zweier Zimmer im Pfarrhaus Steffeln und die Ausmalung der Kreuzkapelle in Neuerburg, deren Gemälde 1959 durch einen Einsturz des Gewölbes zerstört wurden. Die Bilder in der Pfarrkirche in Utscheid gingen 1956 durch den Abriss der Kirche verloren, und von der völlig überstrichenen Ausmalung der St. Martinskirche in Wißmannsdorf wurde 1985 lediglich des Deckengemälde mit der Martinslegende wieder freigelegt.
Sein räumlich wohl größtes Werk war die Ausmalung der Dreifaltigkeitskirche in Wiebelskirchen von 1923 bis 1929, von der allerdings Tele bei der Renovierung in den 1960er Jahren verlorengingen. In dieser Zeit gestaltete er auch noch 1927 die kleine Waldkapelle (auch Wegekapelle) in Erden an der Mosel. Als 1929 die Kapelle St. Apollonia in Wawern fertiggestellt worden war, begann März mit deren Ausmalung, die durch seinen Tod 1931 aber nicht ganz vollendet werden konnte.
1928 war das neue Pfarrhaus in Eschfeld fertig geworden, das März malerisch gestaltete und bei dessen Außenbemalung 1931 schließlich der tödliche Unfall geschah.

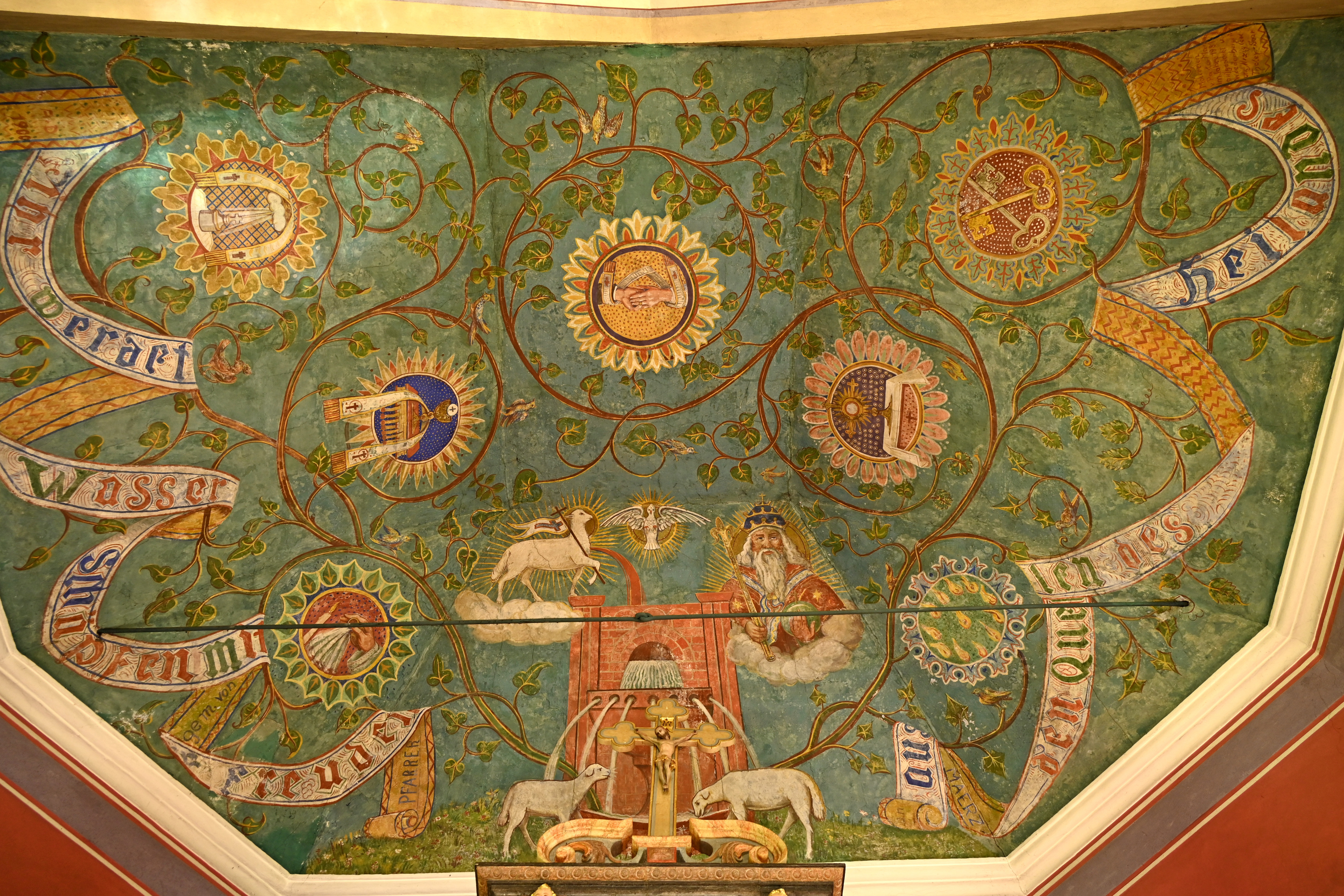
Apsisfresko in Binscheid
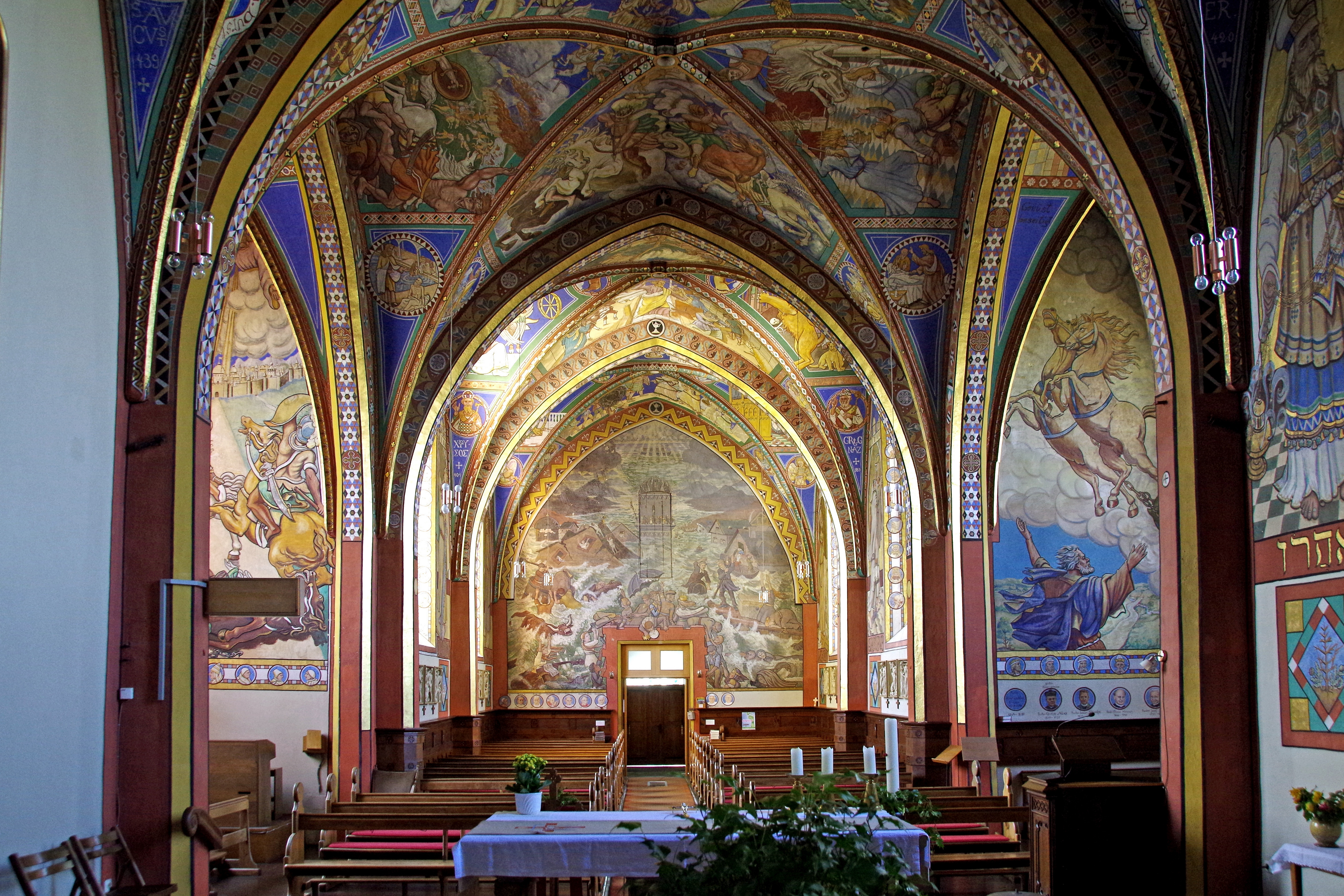
Fresken in St. Luzia Eschfeld
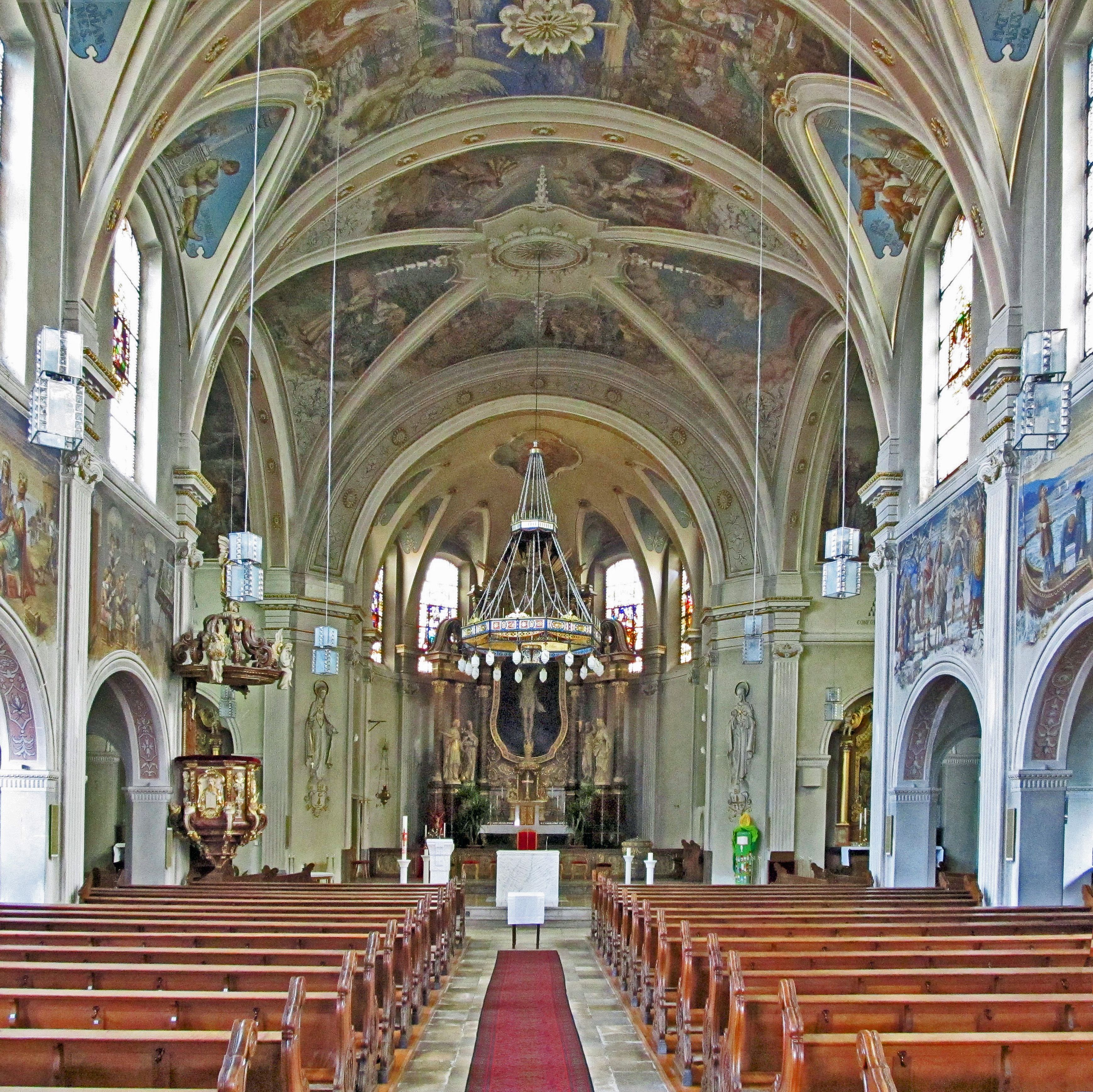
Dreifaltigkeitskirche Wiebelskirchen
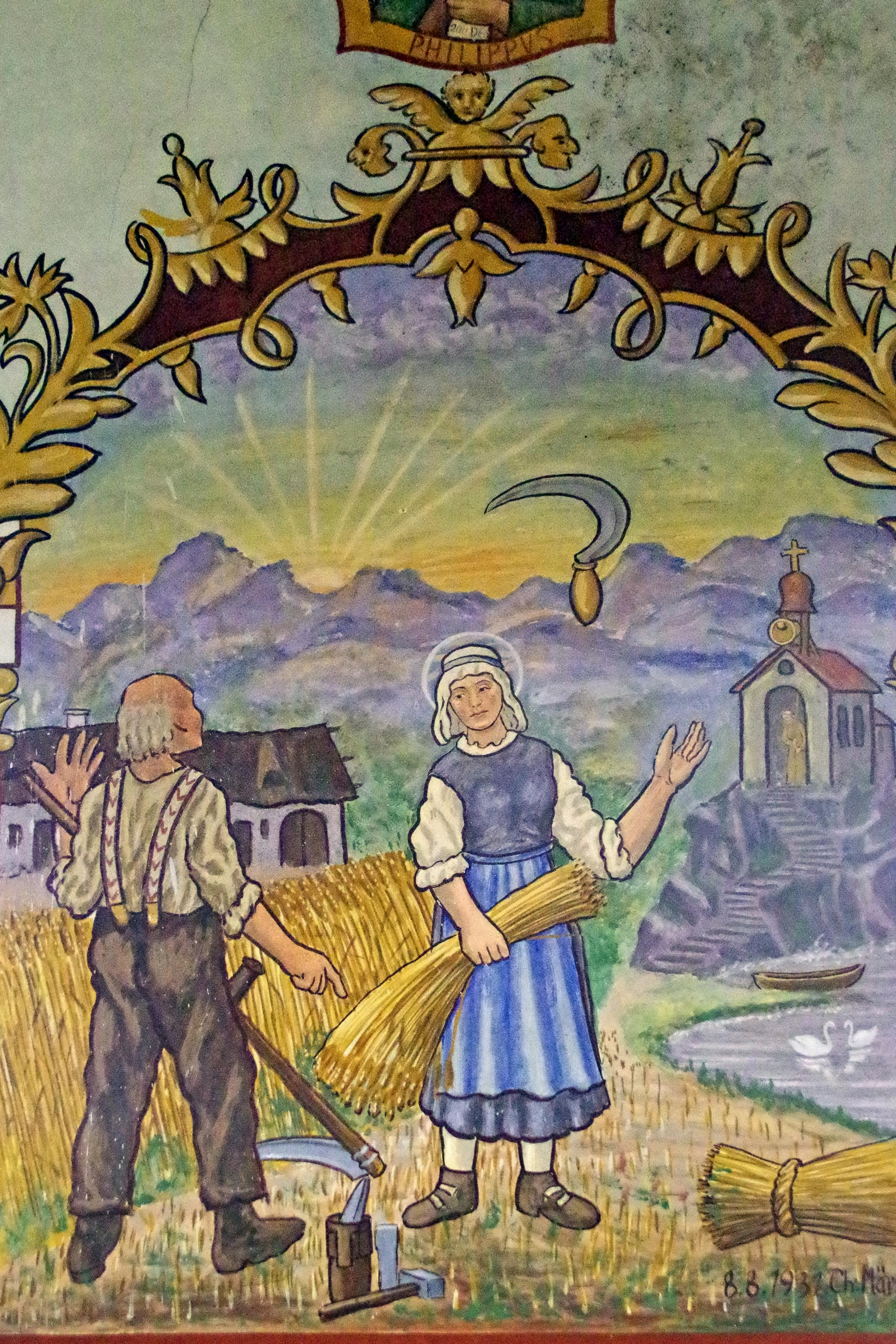
Sichelwunder, Kapelle Wawern
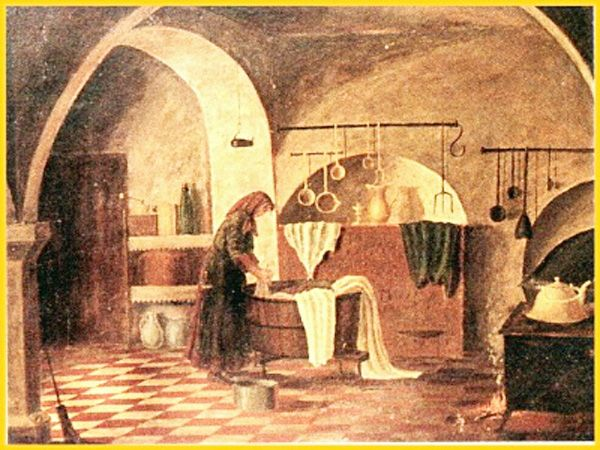
Bauernküche (1924)

## Ehrung

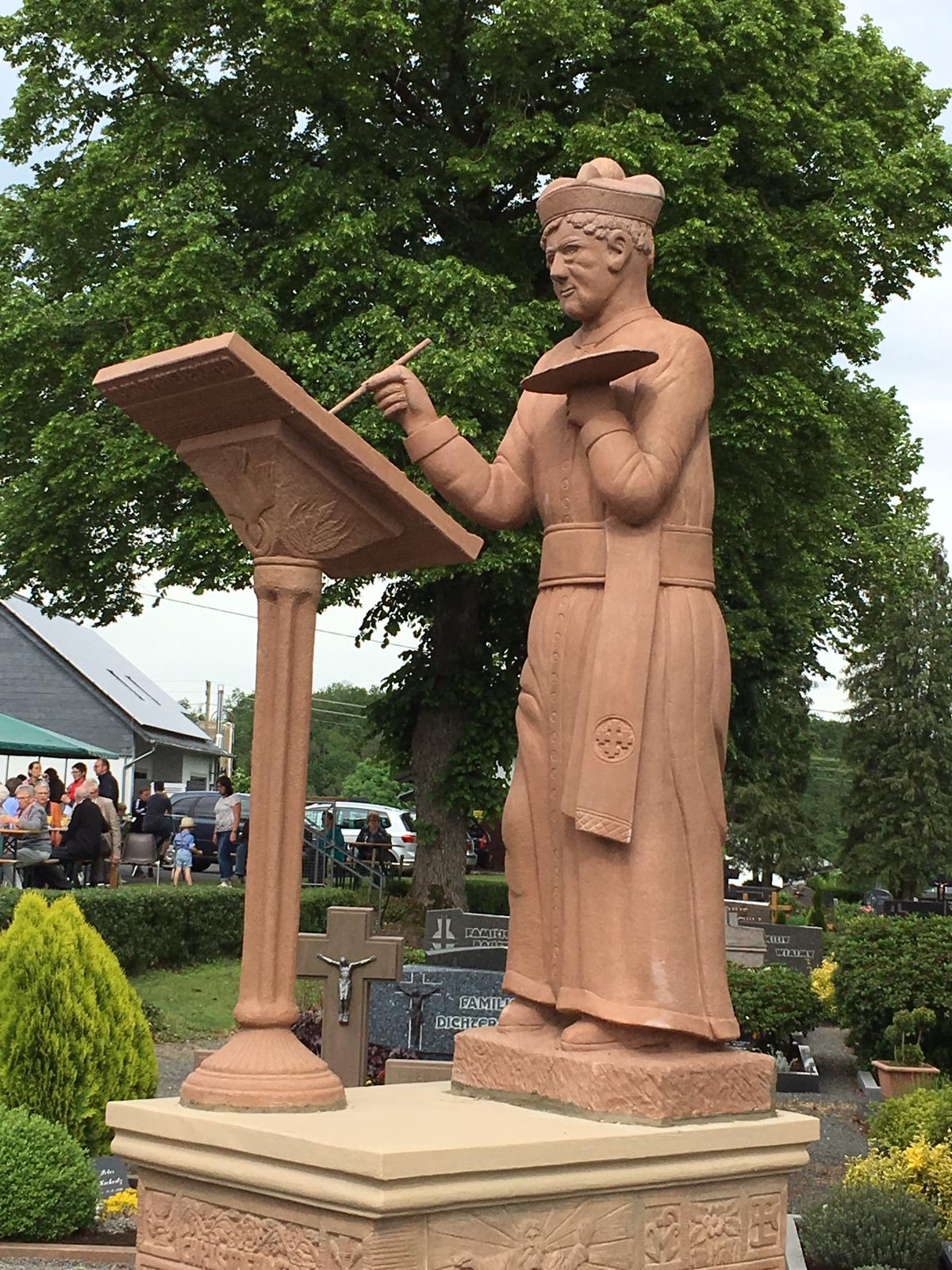
Malerpastor März von Bildhauer Peter Weiland (2019)

Am 9. Juni 2019 wurde vor der katholischen Kirche St. Lucia in Eschfeld die „Pfarrer-März-Figur“ enthüllt und gesegnet. Die Skulptur aus Sandstein wurde vom Bildhauer Peter Weiland aus Irrhausen geschaffen.